# Thebephatshwa Airport
Thebephatshwa Airport är en flygplats i Botswana.   Den ligger i distriktet Kweneng, i den sydöstra delen av landet, 70 km nordväst om huvudstaden Gaborone. Thebephatshwa Airport ligger 1 200 meter över havet.
Terrängen runt Thebephatshwa Airport är platt. Trakten runt Thebephatshwa Airport är nära nog obefolkad, med mindre än två invånare per kvadratkilometer.. Närmaste större samhälle är Moshaweng, 15,5 km öster om Thebephatshwa Airport.
Omgivningarna runt Thebephatshwa Airport är huvudsakligen savann.